# Winfried Witzel
Winfried H. Witzel (* 20. August 1932 in Fulda; † 24. Juni 2014) war ein deutscher Lehrer, der als Dramaturg und Autor hervorgetreten ist.

## Wirken
Nach dem Studium unterrichtete Witzel von 1962 bis 1995 an der Winfriedschule Fulda die Fächer Deutsch, Geschichte und Sozialkunde. Auch leitete er die Theater-AG der Schule und gründete den Arbeitskreis Schauspiel an der Volkshochschule Fulda. In Neben- und Komparsenrollen spielte er auch in den in Fulda gedrehten Spielfilmen Königliche Hoheit und Die Hamburger Krankheit mit.
Witzel verfasste mehrere Theaterstücke und veröffentlichte neben einer historischen Untersuchung zu den Dienstleuten im Mittelalter mehrere Kriminalromane mit Bezug zu seiner Heimatstadt sowie Kinder- und Jugendliteratur.

## Schriften
- Toi, toi, toi ! Drei Jahrzehnte Fuldaer Theatergeschehen in Wort und Bild. Rückblicke eines engagierten Regisseurs und Schauspielers. Dr. Joachim Hohmann/Rhön Verlag, Hünfeld, 1996; ISBN 978-3-931796-14-3
- Die fuldischen Ministerialen des 12. und 13. Jahrhunderts: ein Beitrag zur mittelalterlichen Geschichte der Reichsabtei Fulda. Veröffentlichung des Fuldaer Geschichtsvereins Bd. 62. Parzeller, Fulda 1998, ISBN 978-3-7900-0295-9
- Mord im Schlosstheater: Kriminalroman. Imhof, Petersberg, 2003, ISBN 978-3-937251-05-9
- Himmel und Hölle am Frauenberg: Kriminalroman aus Fulda. Imhof, Petersberg, 2004, ISBN 978-3-86568-016-7
- 1288: Abtsmord im Kloster. Roman aus der Reichsabtei Fulda im Mittelalter. Imhof, Petersberg, 2005, ISBN 978-3-86568-047-1
- Die Dampfnudel auf Schatzsuche. Imhof, Petersberg, 2009, ISBN 978-3-86568-510-0